# Mansac
Mansac é uma comuna francesa na região administrativa da Nova Aquitânia, no departamento de Corrèze. Estende-se por uma área de 18,4 km². Em 2010 a comuna tinha 1 464 habitantes (densidade: 79,6 hab./km²).